# Fieberhorn
De Fieberhorn is een berg in de deelstaat Salzburg, Oostenrijk. De berg heeft een hoogte van 2.278 meter. 
De Fieberhorn is onderdeel van het Tennengebergte.